# Obeidia horishana
Obeidia horishana är en fjärilsart som beskrevs av Matsumura 1931. Obeidia horishana ingår i släktet Obeidia och familjen mätare. Inga underarter finns listade i Catalogue of Life.